# Cry Me a River (Arthur Hamilton)
Cry Me a River è una popolare torch song americana, scritta da Arthur Hamilton e pubblicata  per la prima volta nel 1953.

## Il brano
La canzone, una ballad jazz-blues, fu originariamente scritta per Ella Fitzgerald affinché fosse cantata nel film del 1955 Tempo di furore, ambientato negli anni 20, ma la canzone fu omessa. La prima pubblicazione, nonché la più famosa registrazione, fu quella del 1955 da parte di Julie London, con Barney Kessel alla chitarra e Ray Leatherwood al basso, premiata nel 2001 con il Grammy Hall of Fame Award. 
Una appassionata performance della canzone della London fu inserita nel film Gangster cerca moglie del 1956, sostenuta da una vendita milionaria (9 US/22 UK).
La Fitzgerald pubblicò una prima registrazione della canzone a Clap Hands, Here Comes Charlie! nel 1961. Barbra Streisand la cantò  nel 1963 per il suo album di debutto come traccia d'apertura del Lato 1. Nel 1970, l'inglese blues-rocker Joe Cocker scalò le classifiche con una interpretazione upbeat e hard-rock dell'album Mad Dogs & Englishmen.
Joan BAez la inserì come traccia conclusiva del suo album del 1979 Blowin' Away.
Nel 1995, la cantante inglese Denise Welch ne registrò una versione come doppio A-side, You Don't Have to Say You Love Me / Cry Me a River, che rimase tre settimane nella Official Singles Chart, raggiungendo la posizione 23. Nel 2009, il cantante canadese Michael Bublé entrò nelle classifiche con una versione jazz big-band, e la mise come canzone d'apertura del suo quarto album, Crazy Love. Questo arrangiamento della canzone fu usato dalla BBC come pubblicità e come tema musicale per la copertura dei Giochi olimpici invernali del 2010 a Vancouver.

## Versioni in altre lingue
- Francese - "Pleurer Des Rivières", tradotta da Boris Bergman, registrata da Viktor Lazlo nel 1985 e da Eddy Mitchell nel 2009
- Francese - "Noir Est Ta Couleur", riadattamento da Christophe, registrata da Christophe nel 1983
- Spagnolo - "Tu No Me Llores" registrata da Mari Wilson
- Finlandese - "Joet tulvimaan itke", registrata dalle Harmony Sisters nel 1956 e da Carola nel 1986 con il testo di Saukki.

## Altre registrazioni
- Dinah Washington registrò la canzone nel suo album What a Diff'rence a Day Makes! (1959).
- Sammy Davis Jr. registrò la canzone nel suo album "When the Feeling Hits You!" (1965).
- Shirley Bassey registrò la canzone nel suo album "The Fabulous Shirley Bassey" (1959).
- Steve Alaimo la inserì nel suo album di canzoni lacrimevoli, Everyday I Have To Cry (1963).
- Cher cantò questa canzone live nel suo The Cher Show in 1975.
- Giorgio Moroder usò le sei note corrispondenti a "Now you say you love me" per creare parte della colonna sonora di  Midnight Express in 1978.
- Gli Aerosmith, rock band statunitense, fece una cover di "Cry Me a River" nel loro album del 1982, Rock in a Hard Place.
- Un'altra cover della canzone fu registrata da Mari Wilson e fu messa come sigla per il programma televisivo inglese McCallum (1995–96). Ne aveva registrata un'altra versione nel 1983 raggiungengo un UK #27 con essa.
- Susan Boyle l'ha registrata per il suo album di debutto I Dreamed a Dream, nel 2009. La cantante inglese ne aveva registrata già una versione nel 1999 come canzone per la carità. Dopo la sua performance al  Britain's Got Talent, generò un interesse globale verso di lei, e la sua canzone fu caricata su YouTube e divenne un fenomeno di Internet molto velocemente.[2]
- La canzone è inserita nella colonna sonora dei film Passion of Mind (2000), Repo Men (2010), and V per Vendetta (2005).
- Ne venne fatto un sample nella canzone Kiss Kiss Bang Bang nell'album Tough Guys Don't Dance degli High Contrast.
- registrata da Cynthia Basinet nel 2007 come singolo.
- Jeff Beck registrò la canzone con Imelda May nel suo live album del 2011 Rock 'n' Roll Party (Honoring Les Paul).
- Combustible Edison registrarono una versione della canzone per il loro album I, Swinger del 1994.
- Mina ha registrato una versione della canzone per il suo album Sorelle Lumière del 1992.

## Lista selettiva degli artisti che hanno registrato la canzone
- Aerosmith
- Rick Astley
- Patti Austin
- Shirley Bassey
- Gene Bertoncini
- Björk
- Susan Boyle

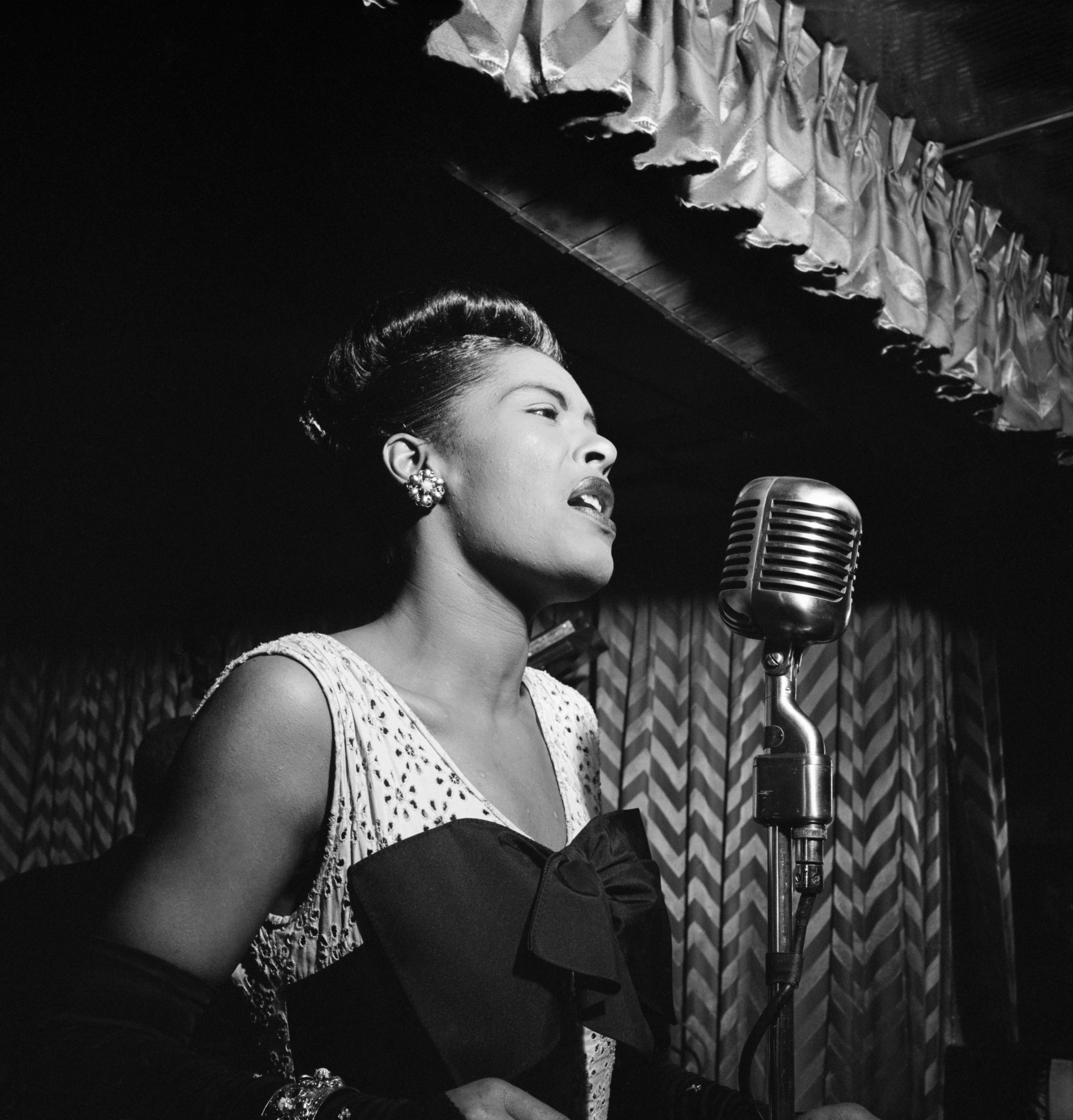
"Lady Day" Billie Holiday incise Cry Me a River nel 1959

- Sylvia Brooks – Dangerous Liaisons (2009)
- Michael Bublé
- Ray Charles
- Christophe – "Noir est ta couleur" (French version)
- Natalie Cole
- Sam Cooke
- Sammy Davis Jr.
- Ella Fitzgerald
- Fourplay Quartet
- Benny Golson
- Dexter Gordon
- Lesley Gore
- Harmony Sisters (Finnish version)
- Billie Holiday
- Jai – Heaven (1997)
- Etta James
- Harry James & His New Jazz Band
- J. J. Johnson
- Norah Jones
- Diana Krall
- Gene Krupa
- Joachim Kühn
- Viktor Lazlo – "Pleurer des rivieres" (French version)
- Julie London
- Maná (Spanish version)
- Brad Mehldau
- Mina
- Eddy Mitchell – "Pleurer des rivieres" (French version)
- Alison Moyet
- Anne Murray
- Olivia Newton-John
- Cote de Pablo
- Nina Simone
- Frank Sinatra Jr.
- Barbra Streisand – The Barbra Streisand Album (1963)
- Dinah Washington

## Come colonna sonora dei film
Cry Me a River è apparsa su:
- The Girl Can't Help It (1956)
- V per Vendetta (2005)
- Repo Men (2010)